# باولا يعقوب
(ولدت في بيروت) فنانة مقيمة في برلين وبيروت.

## حياتها وعملها
درست باولا يعقوب في الأكاديمية اللبنانية للفنون الجميلة ، وتخرجت من كلية الهندسة المعمارية في لندن عام 1993.
عملت في المعهد الفرنسي لعلم الآثار في الشرق الأدنى المسؤول عن رسومات الحفر في وسط بيروت من عام 1995 إلى 1999. عرضت مشروعها Affects )1998) في معرض (Univerzitav Ljubljana) قامت بتطوير إنتاجها الفني في بيروت عام 2000 وبدأت بالتعاون مع ميشيل لاسير. في عامي 2001 و 2003 تمت دعوتهم إلى أكاديمية شلوس سوليتيود، شتوتغارت ، وفي عام 2004/2005 ، حصلوا على زمالة برنامج (دويتشر أكاديميشر أوستاش ديينست) (Deutscher Akademischer Austausch Dienst). منذ هذه الفترة، تعيش وتعمل في برلين وبيروت.